# Moschetto

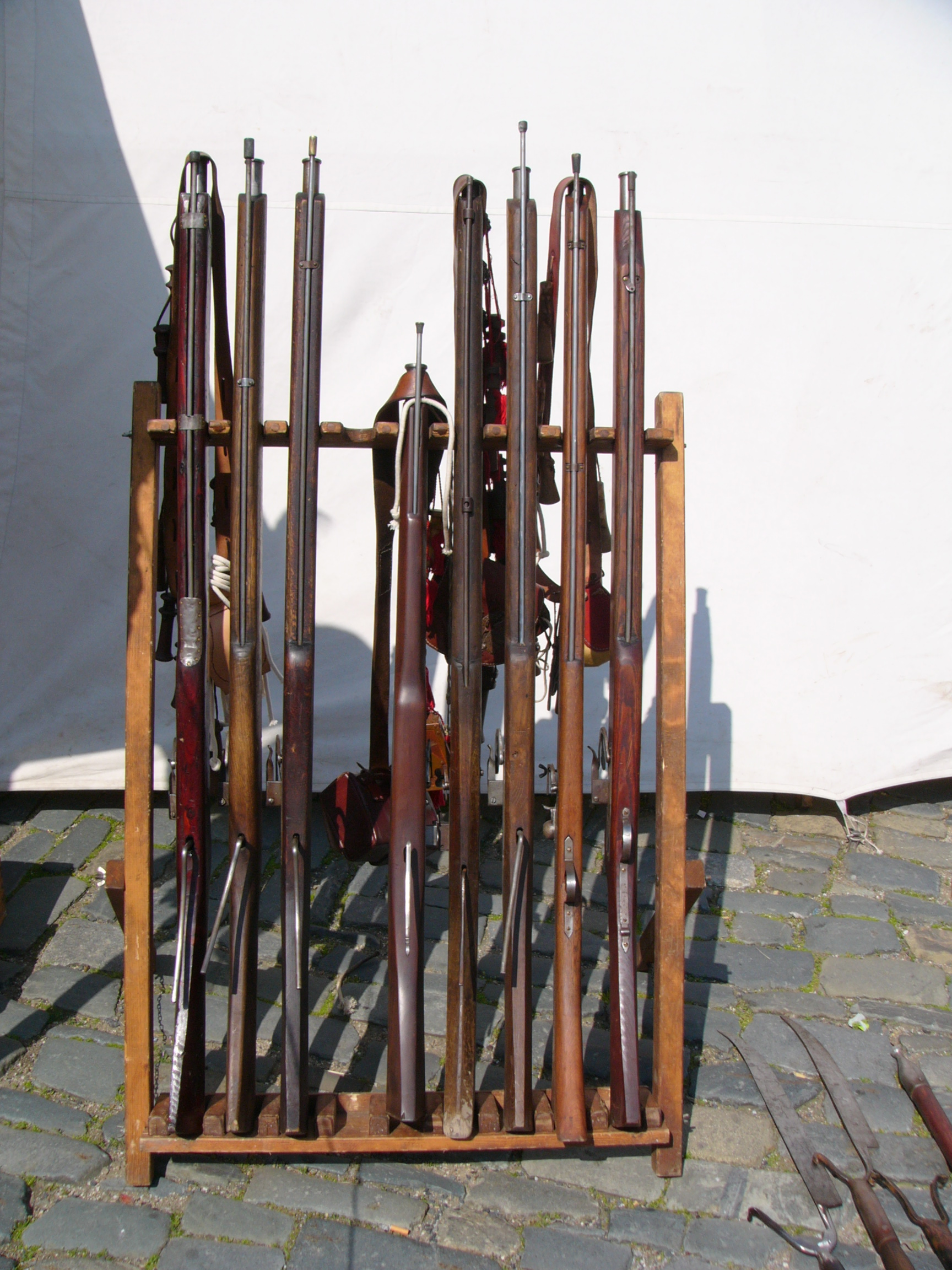
Riproduzioni di moschetti della Guerra dei trent'anni

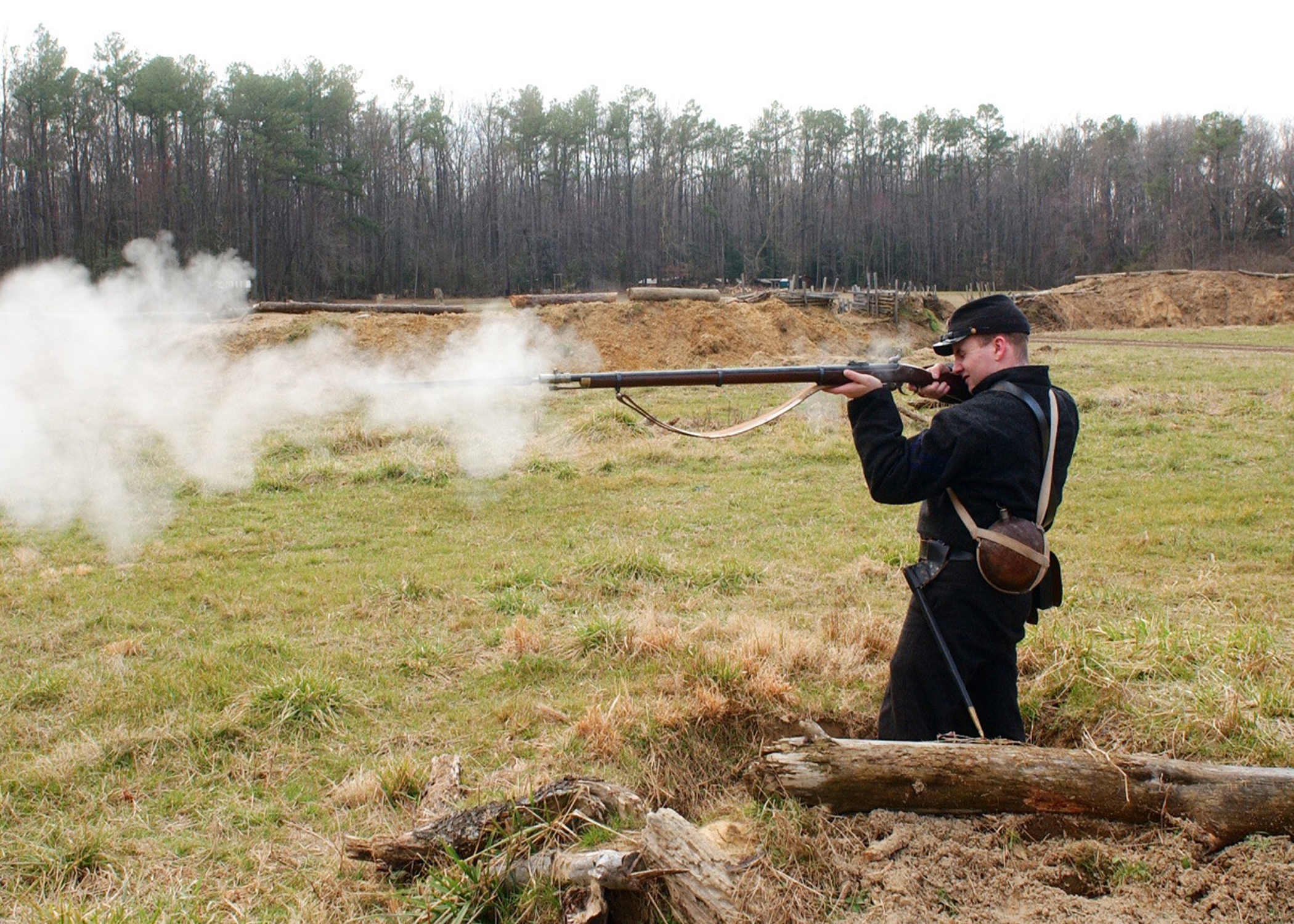
Soldato spara con un moschetto a percussione della seconda metà del XIX secolo

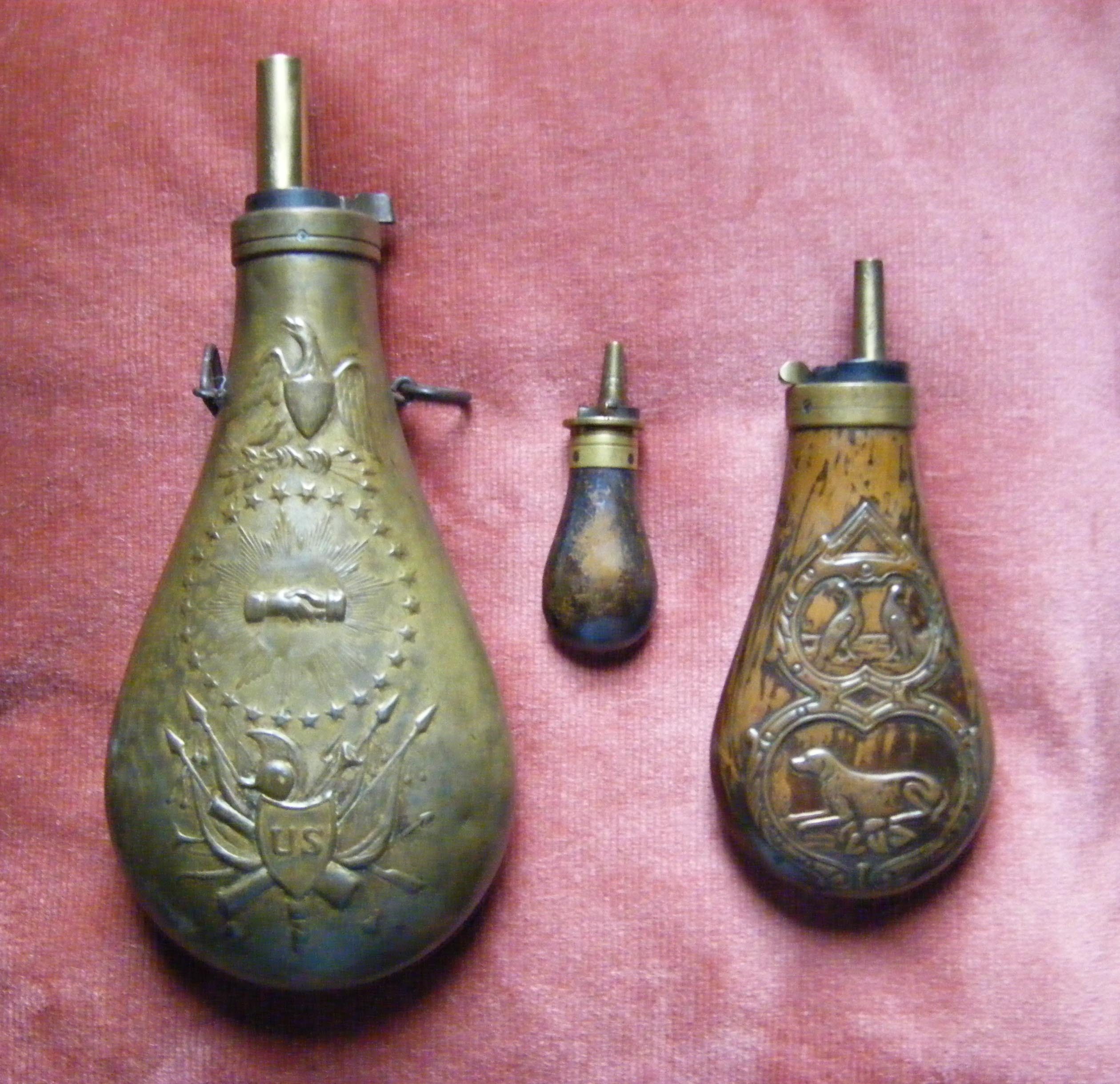
Fiaschette per la polvere nera. Quella a sinistra, da moschetto, è stata prodotta dalla Colt, quella al centro è di marca sconosciuta, quella a destra accompagnava le rivoltelle Remington

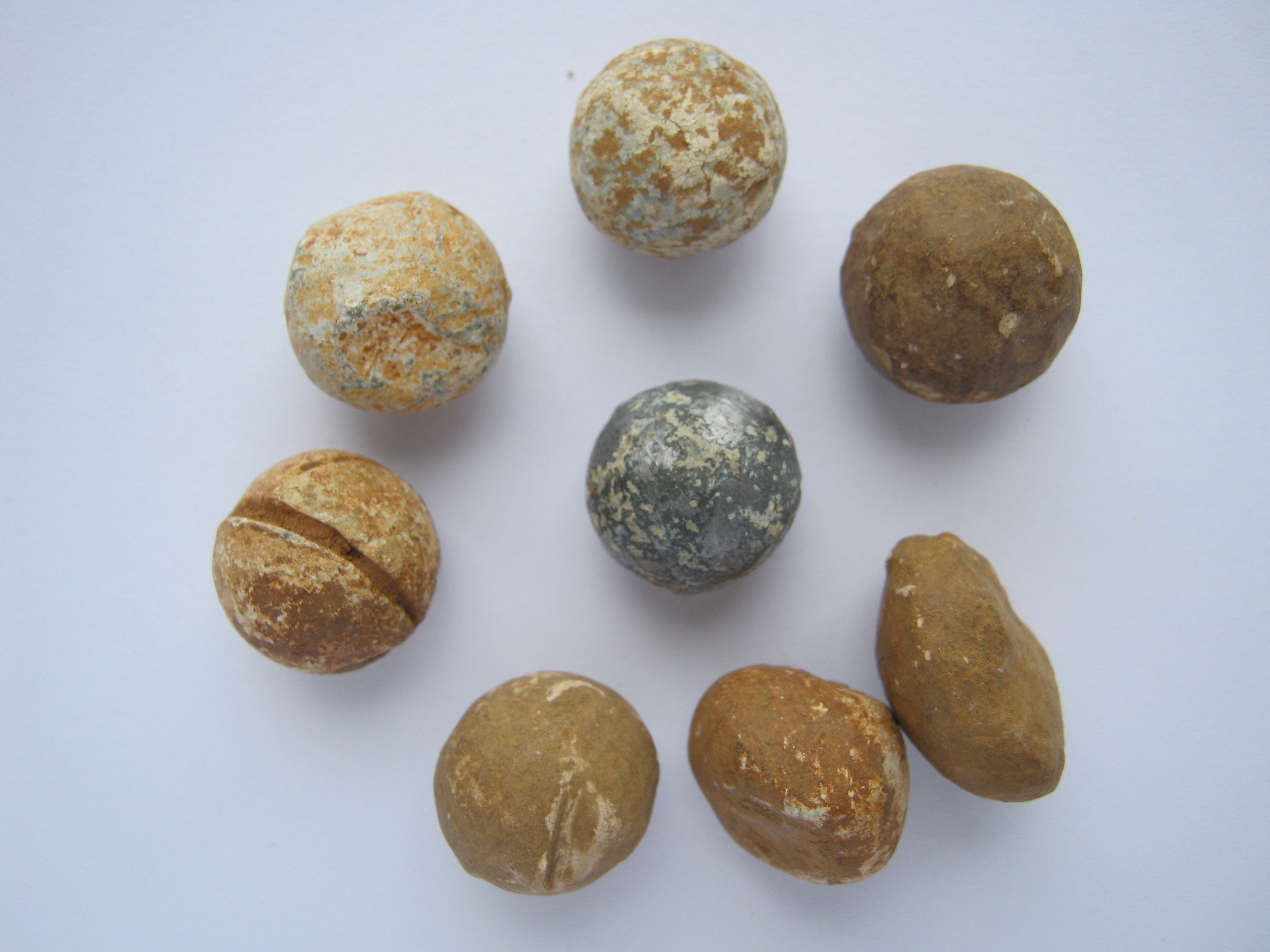
Palle da moschetto

Il moschetto è un'arma da fuoco ad avancarica derivata dall'archibugio. Il nome trae origine dalla mosca, ed inizialmente designava un tipo di sparviero, poi il dardo scoccato dalla balestra, da ultimo il proiettile (e per metonimia l'arma da fuoco) propulso da un'arma da fuoco lunga.

## Storia
Sviluppatosi progressivamente a partire dal XVI secolo, inizialmente utilizzato solo da alcune unità militari denominate moschettieri - o in cooperazione come nel tercio spagnolo al tempo degli Asburgo - divenne progressivamente arma d'ordinanza in tutti gli eserciti europei, sino alla sua completa sostituzione agli inizi del XX secolo, con l'avvento dei fucili a retrocarica. Venne estensivamente usato fino a tutto il XIX secolo e poi sostituito, inizialmente dai fucili a percussione, e in seguito dai fucili a retrocarica.
In Italia si continuò ad utilizzare il vocabolo fino al perdurare del regime fascista per designare il carcano Mod. 91, versione accorciata del fucile d'ordinanza dell'esercito italiano, mantenuta nel dopoguerra almeno dalla Polizia di Stato per il lancio di lacrimogeni, ed il M.A.B. - Moschetto Automatico Beretta, mitra italiano della seconda guerra mondiale, rimpiazzato dal Beretta M12.

## Caratteristiche

### Differenze con l'archibugio
Sia l'archibugio sia il moschetto inizialmente adottarono un medesimo meccanismo di sparo, con la differenza che, mentre l'archibugio veniva mantenuto in posizione appoggiandolo al petto durante l'azione di fuoco, il moschetto vide l'introduzione del calcio, il quale permetteva di appoggiare l'arma alla spalla e di ottenere più precisione. Per quanto riguarda il sistema di fuoco in principio si utilizzò il meccanismo a miccia, seguito da quello a ruota e infine - decisamente più moderno - quello a pietra focaia.

### I meccanismi di sparo
- Meccanismo a miccia: sul lato destro del fucile si trovava la piastra di sparo dove alloggiava il meccanismo: esso era formato da uno scodellino (una sorta di piccolo imbuto metallico comunicante con la culatta della canna), e una serpentina (una sorta di uncino metallico che sosteneva la miccia a lenta combustione) chiamata così per via della forma a serpente (non di rado la serpentina era decorata per ricordare la testa di un serpente o di un drago). Il moschettiere poneva della polvere fina, contenuta in una fiaschetta,  nello scodellino e lo richiudeva. Dopo di che infilava la polvere grossa, dosata in contenitori di legno di bosso (da cui poi deriverà il termine bossolo) e portati appesi ad una bandoliera in numero di 12 (da cui il tradizionale nome di " 12 apostoli") e la palla di piombo, presa da una tasca della bandoliera, nella canna (anteriormente) pigiando tutto sul fondo con l'astina (un calcatoio di legno, versione rimpicciolita di quello da cannone); per sparare, dopo l'apertura della protezione dello scodellino, tirando la leva o il successivo grilletto, che non avevano scatto, la serpentina si abbassava verso lo scodellino mettendo a contatto la miccia accesa con la polvere fina: questa si incendiava e trasmetteva il fuoco alla polvere grossa nella culatta, che, esplodendo, proiettava la palla lungo la canna e fuori da fucile. Va detto che questi moschetti a canna liscia erano molto imprecisi e raramente colpivano il bersaglio a distanze superiori ai 50 metri; comunque il forte rumore e il fumo avevano un effetto demoralizzante sui soldati avversari. Queste truppe venivano solitamente utilizzate secondo la formazione chiamata tercio: i moschettieri erano posti a quadrato con al centro un'unità di picchieri: questo permetteva di portarsi a una distanza di tiro utile, poiché nel caso in cui i moschettieri fossero caricati dalla cavalleria essi si rifugiavano dietro alla formazione di picchieri, che erano in grado di respingere i cavalieri sia in virtù della lunga asta in loro possesso, sia allo specifico addestramento.

- Meccanismo a ruota: simile ad un moderno accendino, il meccanismo a ruota era formato da una grossa molla che, caricata con un'apposita chiave, al momento dello sparo metteva in movimento una ruota dentellata che sfregando contro un pezzo di pirite generava scintille accendendo la polvere grossa nella culatta dell'arma. Questo meccanismo venne usato sulle prime pistole e solo successivamente adottato dai moschetti; era comunque delicato e molto costoso e quindi inadatto per impieghi militari: fu utilizzato sulle carabine dai reparti a cavallo, che, proprio per le loro caratteristiche operative, trovavano poco pratica la miccia come comando di tiro.

- Meccanismo a pietra focaia: questo congegno fu adottato verso la fine del XVII secolo, e dismesso nel 1830 circa, in quanto reso ormai obsoleto dal più moderno fucile a percussione. Sul lato destro dell'arma si trovava la piastra di scatto alla quale erano fissati il cane, tra le cui morse era trattenuta la pietra focaia, e lo scodellino, contenente la polvere fine. Il soldato estraeva dalla cartucciera la cartuccia (chiamata così perché era fatta di carta), contenente una dose di polvere e la palla di piombo, ne strappava la chiusura con i denti e riempiva lo scodellino, coprendolo con la martellina; di seguito infilava il resto della cartuccia con la palla sulla sommità nella canna dell'arma; dopo di che sfilava l'astina/calcatoio dall'alloggiamento sotto la canna e lo pigiava a fondo nella canna; in posizione di tiro armava il cane: tirando il grilletto il cane batteva sfregando contro la martellina generando scintille: queste infiammavano la polvere dello scodellino che diffondeva il fuoco nella culatta causando l'esplosione della carica principale. I moschettieri più addestrati potevano sparare 2 o 3 colpi al minuto; cessando il fuoco si poteva procedere all'attacco con la baionetta: l'introduzione della baionetta su questi fucili rese inutile la picca poiché anche il moschettiere poteva combattere utilizzando l'arma da fuoco come asta o picca.

- Moschetto a percussione: intorno al 1849 si scoprì che alcuni composti chimici, come il fulminato di mercurio, esplodono se colpiti violentemente: la differenza nella meccanica di sparo consiste nell'utilizzo di capsule al fulminato di mercurio che vanno a sostituire la pietra focaia e la polvere fina, con un netto risparmio nel tempo di caricamento. Si parla quindi di moschetto con meccanismo a percussione, che con l'adozione in seguito delle pallottole miniè, di forma più ogivale, e della canna rigata, diventa il moderno fucile a retrocarica.